# Равновесный процесс
Равнове́сный тепловой процесс — тепловой процесс, в котором система проходит непрерывный ряд бесконечно близких равновесных термодинамических состояний.
Равновесный тепловой процесс называется обратимым, если его можно провести обратно и в телах, окружающих систему, не останется никаких изменений.
Реальные процессы изменения состояния системы всегда происходят с конечной скоростью, поэтому не могут быть равновесными. Реальный процесс изменения состояния системы будет тем ближе к равновесному, чем медленнее он совершается, поэтому равновесные процессы называют квазистатическими.
Количественный критерий равновесности/неравновесности процесса тот же, что и для обратимых процессов: мерилом служит возникновение энтропии — эта величина равна нулю при отсутствии неравновесных процессов в термодинамической системе и положительна при их наличии.

## Примеры равновесных процессов
- Изотермический процесс, при котором температура системы не изменяется (T=const)
- Изохорный процесс, происходящий при постоянном объёме системы (V=const)
- Изобарный процесс, происходящий при постоянном давлении в системе (P=const)
- Адиабатический процесс, проходящий без теплообмена, поэтому при неизменной энтропии в системе (S=const)

## Терминологические замечания
Понятийный аппарат, используемый в том или ином руководстве по классической термодинамике, существенным образом зависит от системы построения/изложения данной дисциплины, используемой автором конкретного пособия. Последователи Р. Клаузиуса строят/излагают термодинамику как теорию обратимых процессов, последователи К. Каратеодори — как теорию квазистатических процессов, а последователи Дж. У. Гиббса — как теорию равновесных состояний и процессов. Ясно, что, несмотря на применение различных описательных дефиниций идеальных термодинамических процессов — обратимых, квазистатических и равновесных, — которыми оперируют  упомянутые выше термодинамические аксиоматики, в любой из них все построения классической термодинамики имеют своим итогом один и тот же математический аппарат. Де-факто это означает, что за пределами чисто теоретических рассуждений, то есть в прикладной термодинамике, термины «обратимый процесс», «равновесный процесс» и «квазистатический процесс» рассматривают как синонимы: всякий равновесный (квазистатический процесс) процесс является обратимым, и наоборот, любой обратимый процесс является равновесным (квазистатическим).